# 奧克洛
1°23′40″S 13°9′39″E / 1.39444°S 13.16083°E

奧克洛天然核反應爐: (1) 核反應爐區 (2) 砂岩 (3) 鈾礦層 (4) 花崗岩。

奧克洛礦區（Oklo）是位於非洲加彭共和國上奧果韋省的一個產鈾礦礦場。1972年，科學家在那裡發現已經存在20億年的天然核裂變現象。

## 歷史
1976年6月，法國科學院接到一個報告：法國的一家工廠從非洲中部的加彭共和國進口了一批鈾-235礦石，經檢測發現其含鈾-235丰度不足0.3％，遠遠低於一般铀礦石的铀-235丰度0.711％，顯示此原料已被使用過。這個現象引起了科學家的注意，他們用各種技術和科學方法，尋找礦石中鈾-235含量變低的原因。最後，科學家在當地找到一個天然核反应堆。

## 外部連結
- 國際先驅導報：非洲"天然核電站"啟示錄 探索奧克洛天然核反應爐 （页面存档备份，存于）